# Ifisashi

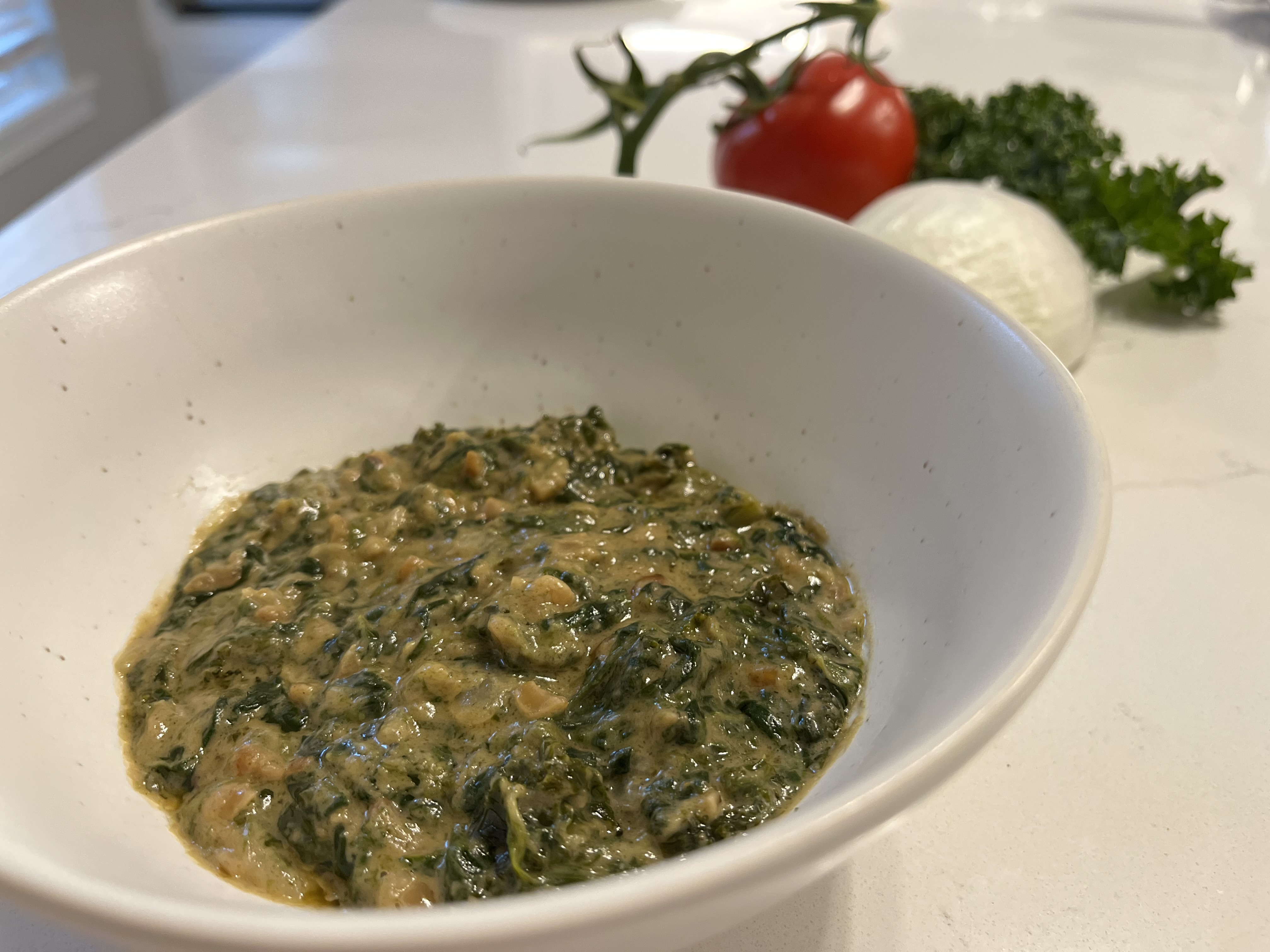
L'ifisashi.

L’ifisashi (bemba) ou visashi (chinyanja) est un mets traditionnel  zambien préparé avec des épinards et des arachides. L'ifisashi se mange le plus souvent avec du nshima. Le considère comme un plat végétarien mais si on le désire, on peut y mettre de la viande. L'ifisashi est un plat qui se mange chaud et est souvent servi comme plat de résistance. En Zambie, pour manger l’ifisashi, on l'accompagne, à défaut du nshima, de céréales comme mil, le sorgho, le riz, le manioc ou l’igname,,,.   

## Composition
Pour cuisiner l'ifisashi, on utilise les ingrédients tels que des cacahuètes grillées, de l'oignon haché, des tomates, de la citrouilles, des feuilles d’épinards, des feuilles de chou vert, de la patate douce, de l'huile d'arachide et de l'eau,,. 